# Saproscincus czechurai
Saproscincus czechurai är en ödleart som beskrevs av  Ingram och RAWLINSON 1981. Saproscincus czechurai ingår i släktet Saproscincus och familjen skinkar. IUCN kategoriserar arten globalt som livskraftig. Inga underarter finns listade i Catalogue of Life.